# Костюшковичи
Костюшковичи (бел. Касцюшкавічы) — агрогородок в Кричевском районе Могилёвской области Беларуси. Административный центр Костюшковичского сельсовета.

## География
Агрогородок расположен в восточной части Могилёвской области на правом берегу реки Добрость, недалеко от Кричева, административного центра района.

## История
В 1669 году деревня в Мстиславском воеводстве в Оршанском повете ВКЛ.

## Население
По данным переписи 2009 года, в деревне проживало 379 человек.
По состоянию на 1 января 2019 года население деревни составляло 395 человек.

## Культура
- Дом культуры

## Достопримечательность

### Памятник, скульптура
- Памятник В. И. Ленину
- Памятный знак воинам-землякам
- Памятный знак в честь партизанского движения на территории Кричевского района в годы Великой Отечественной войны с августа 1941 года по сентябрь 1943 года. Открыт в День памяти и скорби в 2022 году[3].